# John Coyle (pattinatore)
John Coyle (West Bloomfield, 18 agosto 1968) è un ex pattinatore di short track statunitense.

## Palmarès
Olimpiadi
- Argento a Lillehammer 1994 (staffetta)